# هاري راوش
هاري راوش (بالإنجليزية: Harry Rauch)‏ هو رياضياتي أمريكي، ولد في 9 نوفمبر 1925 في ترنتون في الولايات المتحدة، وتوفي في 18 يونيو 1979 في وايت بلينس في الولايات المتحدة.